# El anciano de los días

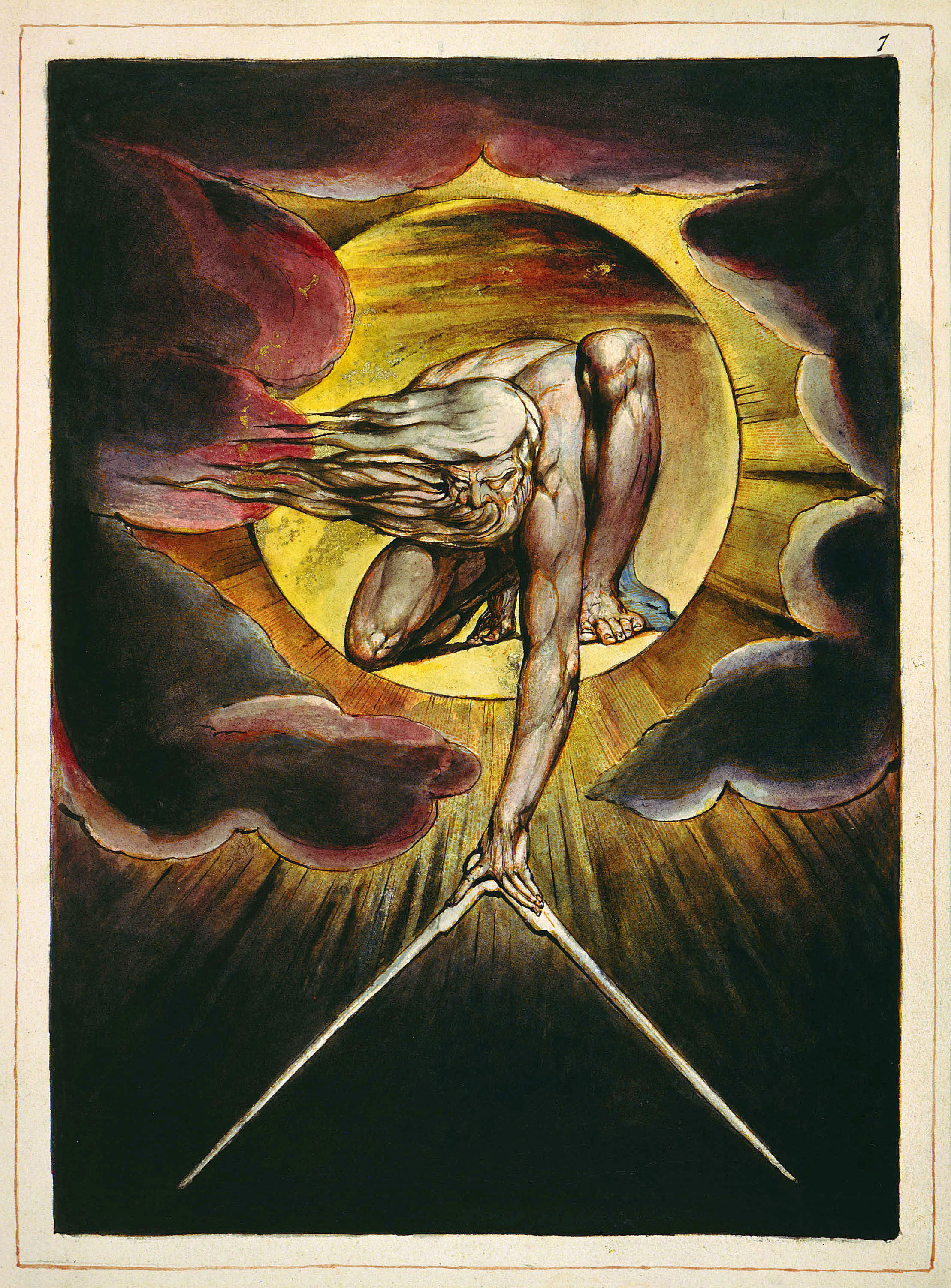
The Ancient of Days setting a Compass to the Earth ("el anciano de los días mide la Tierra con un compás"), frontispicio de la copia K de Europe a Prophecy, 1821.

El anciano de los días (The Ancient of Days) es el título de un grabado de William Blake, de 23 x 17 cm (9 x 7 pulgadas), coloreado a la acuarela, originalmente publicado como frontispicio de su libro ilustrado de 1794, Europe a Prophecy ("Europa, una profecía").
Muestra a Urizen (la encarnación de la sabiduría convencional y la ley en el particular universo mitológico de Blake) en una difícil pose ajustada a un círculo semejante al sol, en un espacio rodeado de nubes. Desnudo (sólo un pequeño pliegue de ropaje se deja ver tras un pie) y agachado, con la pierna derecha completamente flexionada, proyecta el cuerpo en escorzo hacia adelante y alarga hacia abajo el brazo izquierdo (la lateralidad se invierte de la plancha al grabado). Con los dedos de su mano forzadamente extendidos sostiene un gran compás (que, por su brillo, y la inevitable comparación con los rayos que salen del sol, parece salir como rayos de sus propios dedos) sobre el oscuro vacío inferior. Su rostro mira hacia abajo mientras un fuerte viento empuja horizontalmente sus largos cabellos y barba hacia su derecha.
La composición de la figura principal, un triángulo isósceles inscrito en un círculo, tiene su lado mayor como diámetro del círculo y uno de los lados menores como base (no totalmente en el plano horizontal, con una ligera inclinación), todo lo cual produce inestabilidad y dinamismo. El equilibrio de las masas se consigue con la posición del brazo derecho y la proyección de los cabellos hacia el lado opuesto, donde también las nubes tienen mayor volumen. La simetría queda reforzada con las líneas del compás, abierto noventa grados, como diagonales que apuntan a los ángulos inferiores.
El estilo de Blake, del que esta obra es un perfecto ejemplo, se considera un precedente del Romanticismo por su gran libertad creativa y fuerza dramática, comparable al de su contemporáneo Goya. Se ha señalado la influencia de la terribilità de Miguel Ángel en la tensión y musculación de la figura, más propia de un joven que de un anciano.
El tema parece haber surgido de una de las "visiones" experimentadas por Blake, y la denominación "anciano de los días" o "anciano de días" ("antiquus dierum" en la Vulgata) es una referencia a un enigmático personaje (identificable con Dios, en un contexto apocalíptico) que aparece citado en el Libro de Daniel.

Estuve mirando hasta que fueron puestos tronos, y se sentó un Anciano de días, cuyo vestido era blanco como la nieve, y el pelo de su cabeza como lana limpia; su trono llama de fuego, y las ruedas del mismo, fuego ardiente. Un río de fuego procedía y salía de delante de él; millares de millares le servían, y millones de millones asistían delante de él; el Juez se sentó, y los libros fueron abiertos.

Iconográficamente, el compás se ha visto como un atributo divino: Dios como "gran arquitecto", lo que también puede interpretarse como una referencia a la masonería, cuyos símbolos Blake utilizaba frecuentemente.
|  |  |

Era una de sus obras favoritas, y cada vez que la reproducía disfrutaba particularmente; de modo que hay muchas versiones, incluyendo la última, que fue completada por Frederick Tatham (uno de los discípulos de Blake, que recibían precisamente el nombre de ancients) unas semanas antes de la muerte del autor (1827).
Los críticos contemporáneos de Blake consideraron esta obra entre las mejores del artista, y también lo consideraba así el propio autor. Para Richard Thomson (citado en el Nollekens and His Times de John Thomas Smith, 1829) era una pieza fuera de lo común, comparable a las más sublimes de Miguel Ángel o Rafael. Lo tomaba por una representación de un pasaje del Libro de los Proverbios: "Cuando formaba los cielos, allí estaba yo; / Cuando trazaba el círculo sobre la faz del abismo". La copia encargada por Tatham en los últimos días de la vida del autor, por una cantidad de dinero que excedía cualquier otro pago que hubiera recibido antes Blake por su obra, fue tintada por el artista mientras yacía en su cama. Tras revisar su trabajo, se dice que Blake lo arrojó lejos de sí, y con un aire de triunfo exultante exclamó: There, that will do! I cannot mend it ("¡así sea!, no puedo arreglarlo").

## Copias o versiones
Se conocen trece ejemplares de Europe a Prophecy. A causa del proceso de producción de Blake, que implicaba el coloreado a mano de cada uno de ellos, cada copia o versión de cada una de las ilustraciones es única.

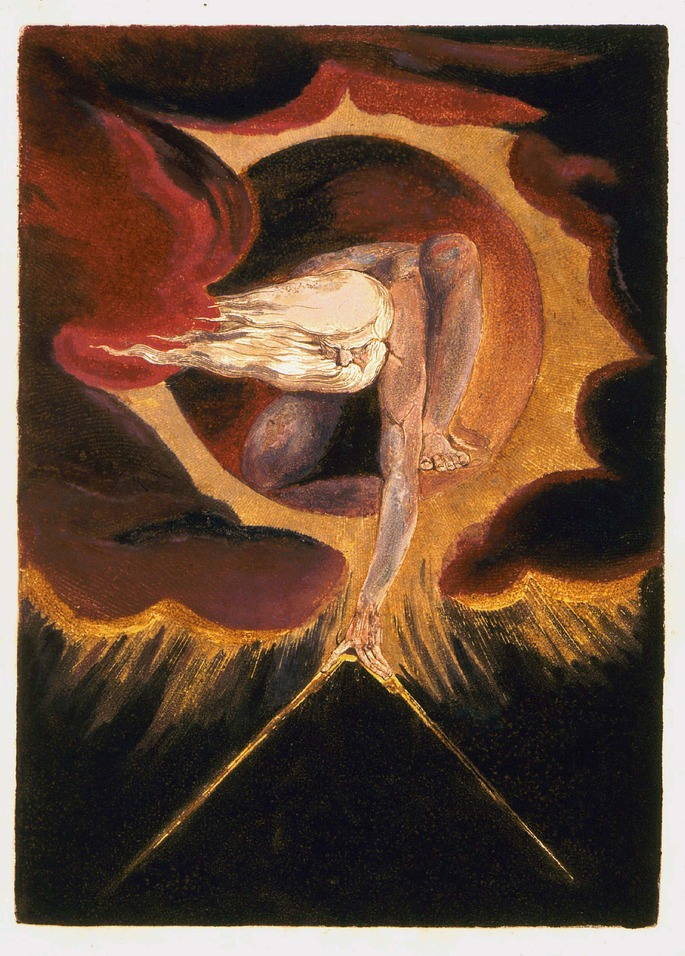
Copia B, 1794, Glasgow University Library.
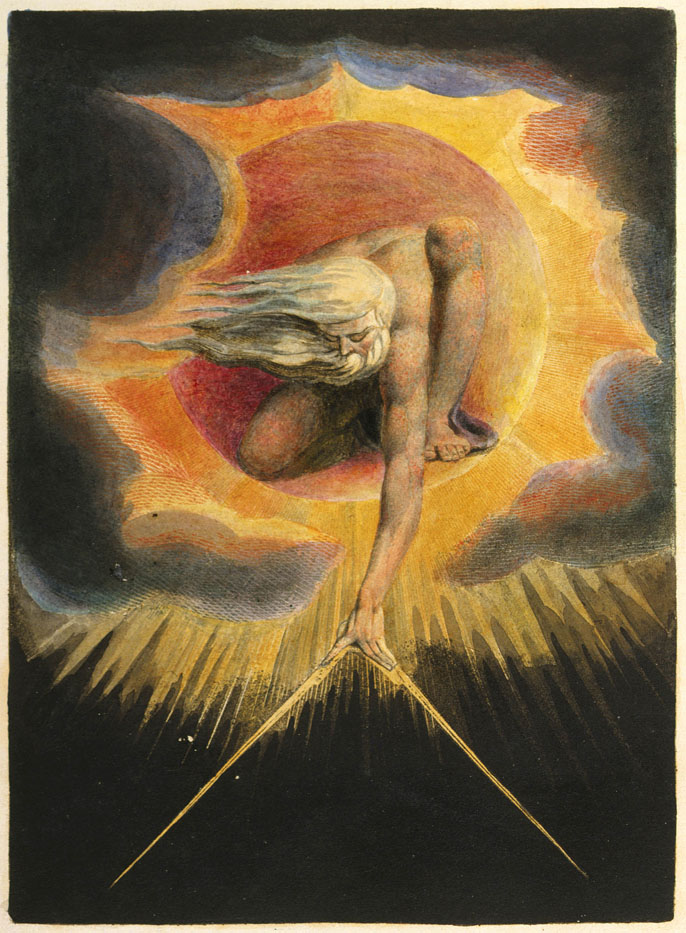
Copia D, 1794, British Museum.
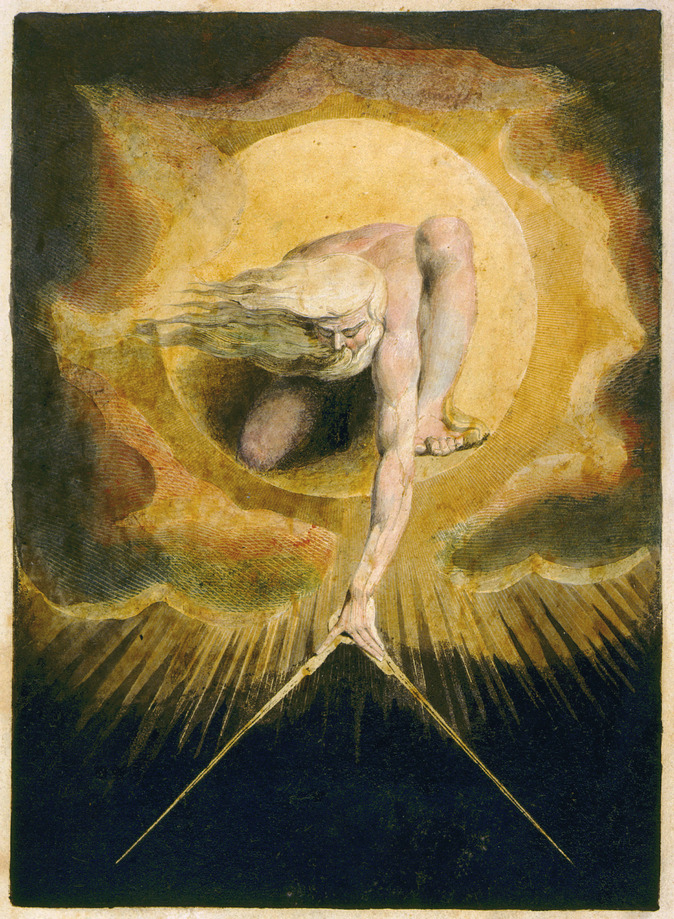
Copia E, 1794, Library of Congress.
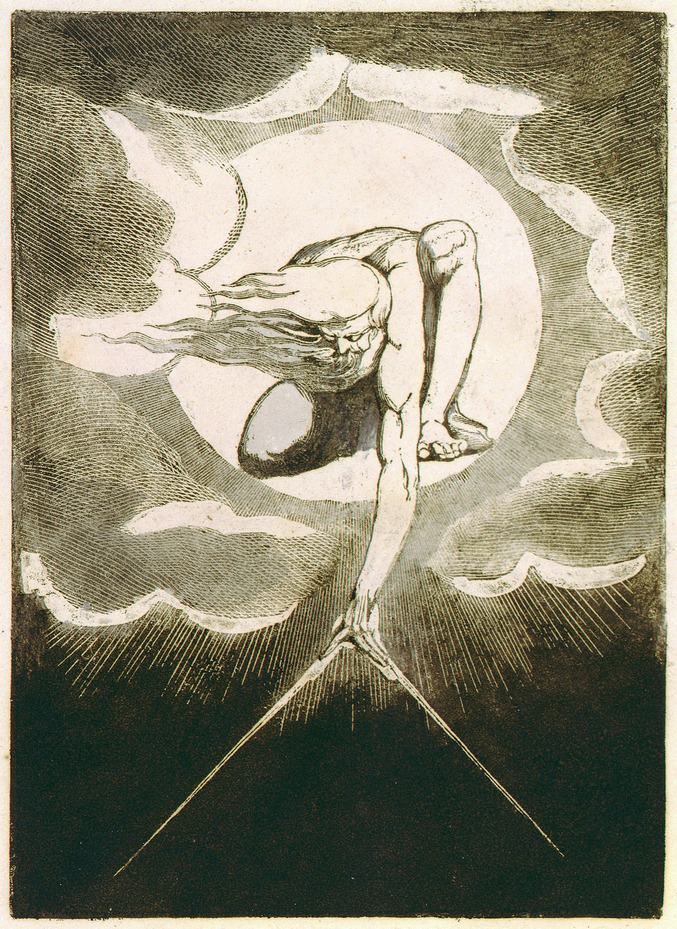
Copia H, 1795, Houghton Library, Universidad de Harvard.
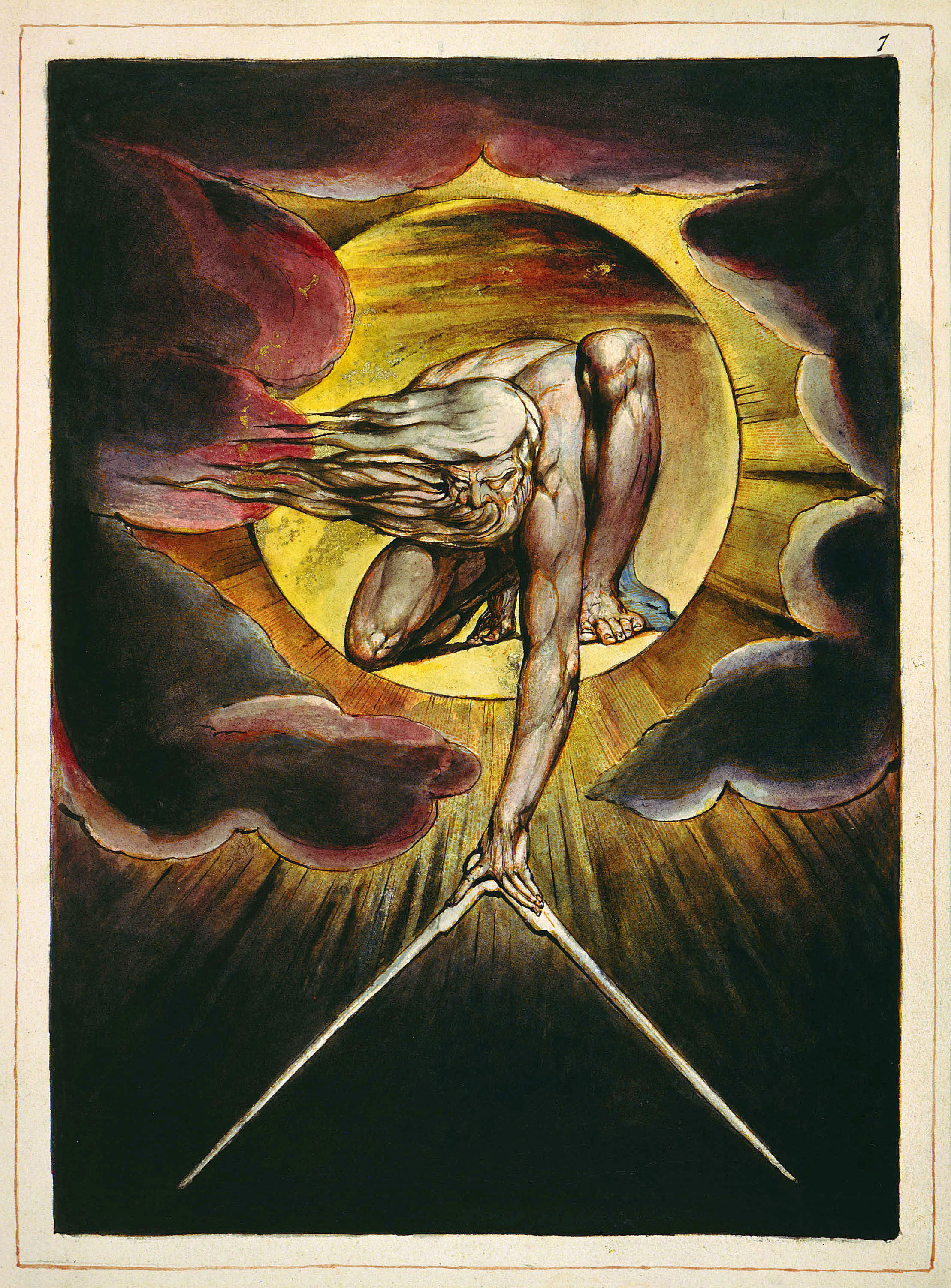
Copia K, 1821, Fitzwilliam Museum.

En el British Museum se indica que una copia (dibujo a pluma coloreado a la acuarela, de 296 x 188 mm), adquirida en 1885, fue excluida del catalogue raisonné de las pinturas y dibujos de Blake, ya que el catalogador (Martin Butlin, 1982) niega la atribución.